# Gare de Lyon (metrostation)
Gare de Lyon is een station van de metro in Parijs langs de metrolijnen 1 en 14 in het 12de arrondissement.
Het metrostation bevindt zich onder het spoorwegstation Gare de Lyon.
La Défense · 
Esplanade de la Défense · 
Pont de Neuilly · 
Les Sablons · 
Porte Maillot · 
Argentine · 
Charles de Gaulle - Étoile · 
George V · 
Franklin D. Roosevelt · 
Champs Élysées - Clemenceau · 
Concorde · 
Tuileries · 
Palais Royal - Musée du Louvre · 
Louvre - Rivoli · 
Châtelet · 
Hôtel de Ville · 
Saint-Paul · 
Bastille · 
Gare de Lyon · 
Reuilly - Diderot · 
Nation · 
Porte de Vincennes · 
Saint-Mandé · 
Bérault · 
Château de Vincennes
Saint-Denis Pleyel · 
Mairie de Saint-Ouen · 
Saint-Ouen · 
Porte de Clichy · 
Pont Cardinet · 
Saint-Lazare · 
Madeleine · 
Pyramides · 
Châtelet · 
Gare de Lyon · 
Bercy · 
Cour Saint-Émilion · 
Bibliothèque François Mitterrand · 
Olympiades · 
Maison Blanche · 
Hôpital Bicêtre · 
Villejuif - Gustave Roussy · 
L'Haÿ-les-Roses · 
Chevilly-Larue · 
Thiais - Orly · 
Aéroport d'Orly